# Finis Tasby
Finis Tasby (Dallas, 1940 – ?, 2014. november 2.), amerikai bluesénekes, a The Mannish Boys zenekar frontembere volt.

## Pályafutása
A források eltérnk a születési dátumot illetően. Az egyik szerint 1939. február 1-én született, egy másik szerint viszont a helyes évszám: 1940.
Tizenéves korában dobolt egy helyi együttesben. Az 1960-as évek elején basszusgitárra váltott. Tagja lett a „Thunderbirds” zenekarnak, basszusgitározozott, és ha kellett, vokálozott.
1973-ban Los Angelesbe költözött és a blues klubokban játszott. Egy zenekart alapított, ahol többek között B.B. King és Percy Mayfield is szerepelt. 1981-ben szerepelt egy Burt Reynolds filmben (Sharkeys Machine), amiben az "„After Hours” című dalt énekelte. Az 1990-es évek végén a „Jump Children” című albumát vette fel. Ekkor lett a „The Mannish Boys” frontembere. A Mannish Boys-ot számos alkalommal jelölték blues-díjakra. A „Double Dynamite” című album az év hagyományos blues albuma díjat nyerte el 2005-ben.
2006-ban részt vett az ausztrál blues-fesztiválon.
Közben élete egy-egy szakaszában autószerelőként dolgozott. A hetvenes évek végén megsérült a keze, ami miatt egy időre felhagyott a basszusgitározással. A 2000-es években időről időre még játszott dél-kaliforniai klubokban. 2012 decemberében agyvérzést kapott és 2014-ben elhunyt.

## Lemezek

### Kislemezek
- Get Drunk and Be Somebody / Just a Kiss – Big Town (1978)
- Find Something Else To Do / To Many People (In The Street) (1987)

### 33rpm LP
- Blues Mechanic (1984)

### Kazetták
- People Don't Care (1995)
- A Tribute to John Lee Hooker (2002)

### CD-k
- People Don't Care (1995)
- Jump Children! (1998)
- A Tribute to John Lee Hooker (2002)
- What My Blues are All About (2005)

### Ruff Kutt Blues Band
- That's When The Blues Begins (Zac Harmon, Anson Funderburgh, Finis Tasby; 2013)